# Farlowella

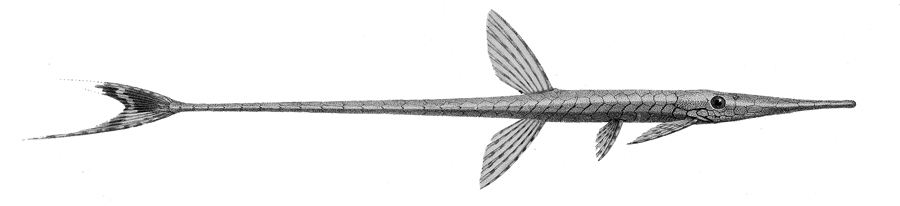
Farlowella knerii

Farlowella Eigenmann & Eigenmann, 1889 è un genere di pesci appartenenti alla famiglia Loricariidae e alla sottofamiglia Loricariinae che provengono dal Sud America. Farlowella deriva dal nome del botanico William Gilson Farlow.

## Descrizione
Presentano un corpo estremamente sottile e allungato, di solito di una colorazione marrone. La specie di dimensioni maggiori è Farlowella nattereri che raggiunge i 26,5 cm.

## Tassonomia
In questo genere sono riconosciute 27 specie.
- Farlowella acus (Kner, 1853)
- Farlowella altocorpus Retzer, 2006
- Farlowella amazonum (Günther, 1864)
- Farlowella colombiensis Retzer and Page, 1997
- Farlowella curtirostra Myers, 1942
- Farlowella gracilis Regan, 1904
- Farlowella hahni Meinken, 1937
- Farlowella hasemani Eigenmann and Vance, 1917
- Farlowella henriquei Miranda Ribeiro, 1918
- Farlowella isbruckeri Retzer and Page, 1997
- Farlowella jauruensis Eigenmann and Vance, 1917
- Farlowella knerii (Steindachner, 1882)
- Farlowella mariaelenae Martín Salazar, 1964
- Farlowella martini Fernández-Yépez, 1972
- Farlowella nattereri Steindachner, 1910
- Farlowella odontotumulus Retzer and Page, 1997
- Farlowella oxyrryncha (Kner, 1853)
- Farlowella paraguayensis Retzer and Page, 1997
- Farlowella platorynchus Retzer and Page, 1997
- Farlowella reticulata Boeseman, 1971
- Farlowella rugosa Boeseman, 1971
- Farlowella schreitmuelleri Ahl, 1937
- Farlowella smithi Fowler, 1913
- Farlowella taphorni Retzer & Page, 1997
- Farlowella venezuelensis Martín Salazar, 1964
- Farlowella vittata Myers, 1942
- Farlowella yarigui Ballen & Mojica, 2014[4]

## Acquariofilia
Solo tre specie di questo genere vengono frequentemente allevate in acquario: Farlowella vittata, F. acus e F. gracillis.